# Poa eleanorae
Poa eleanorae är en gräsart som beskrevs av Norman Loftus Bor. Poa eleanorae ingår i släktet gröen, och familjen gräs. Inga underarter finns listade i Catalogue of Life.